# Ante Polšak
Ante Polšak (Zagreb, 1. rujna 1930. – Zagreb, 10. srpnja 1990.) bio je hrvatski geolog i paleontolog.
Stekao je svjetski ugled sa svojim radovima o rudistima gornje jure i krede. Utvrdio je 35 nova taksona: 1 rod, 23 vrste i 11 podvrsta. Također se bavio biostratigrafijom, paleografijom i regionalnom geologijom.

## Životopis
Rođen je u Zagrebu 1. rujna 1930. Na Prirodoslovnom-matematičkom fakultetu Sveučilišta u Zagrebu diplomirao je i doktorirao iz geologije 1954. U Geološko-paleontološkom zavodu tog fakulteta radio je od 1955. do 1990. te je bio njegov predstojnik u dva navrata: od 1974. do 1982. i od 1989. do 1990. Na tom je fakultetu bio izvanredni profesor od 1968., a redovni od 1972. Godine 1973. postao je izvanredni član Jugoslavenske akademije znanosti i umjetnosti (danas Hrvatske akademije znanosti i umjetnosti). Umro je u Zagrebu 10. srpnja 1990.